# Carlos Castaño Gil
Carlos Castaño Gil (Amalfi,15 de mayo de 1965- San Pedro de Urabá, 16 de abril de 2004), alias el Comandante, fue un paramilitar y presunto narcotraficante colombiano, máximo líder de las Autodefensas Unidas de Colombia (AUC) desde su fundación en 1997 hasta su muerte.
Las Autodefensas Unidas de Colombia fueron una federación de grupos paramilitares del país autodenominados como autodefensa campesina, aliadas de la Fuerza Pública (Fuerzas Militares y Policía Nacional) que combatían a las guerrillas colombianas como las Fuerzas Armadas Revolucionarias de Colombia - Ejército del Pueblo (FARC-EP), el Ejército de Liberación Nacional (ELN) y las Disidencias del EPL todos actores armados implicados con el narcotráfico.
Castaño fue aliado del Cartel de Medellín, y conformó grupos paramilitares como Los Tangueros y Muerte a Revolucionarios del Nordeste, luego fundó e hizo parte de Los Perseguidos por Pablo Escobar 'Los Pepes', luego se consolidó como líder de los grupos de autodefensa al tomar el mando de las Autodefensas Campesinas de Córdoba y Urabá (ACCU), después de la muerte en 1994 de su hermano Fidel Castaño, que había sido su fundador. Las ACCU fueron parte de los grupos que pasarían a ser las AUC fundadas en 1997.
Castaño ha sido señalado como responsable de las masacres de miles de campesinos, el asesinato de activistas y líderes políticos de izquierda como Bernardo Jaramillo Ossa, Carlos Pizarro Leongómez y el humorista político Jaime Garzón, entre otros.
Su hermano Vicente Castaño ha sido señalado como el autor intelectual de la muerte de Carlos Castaño y de ser el promotor del grupo narco-paramilitar Águilas Negras surgido tras la desmovilización de las AUC.

## Biografía
Nacido el 15 de mayo de 1965, en Amalfi (Antioquia), Carlos fue uno de los 12 hijos (ocho hombres y cuatro mujeres) del ganadero Jesús Alberto Castaño González y Rosa Eva Gil de Castaño.

### Miembro de grupos paramilitares
Desde los 16 años Castaño, ingresó a grupos de autodefensas junto con su hermano Fidel, el cual había conformado un grupo armado para defender su actividad económica (agricultura) de las guerrillas comunistas, las cuales solían exigir a los campesinos "vacunas" (extorsión) para su autofinanciación.  
En 1980, el padre de los Castaño, Jesús Castaño, es secuestrado en su finca de Segovia (Antioquía) por el frente 4 de las FARC-EP. Fidel Castaño paga un rescate de 30 millones de pesos, pero su padre muere en manos de sus secuestradores antes de su liberación y no entregan su cuerpo. Desde ese momento, Fidel y Carlos alimentaron la idea de armar a los colombianos para defenderse, ante la incapacidad de acción de la Fuerza Pública. 
Los hermanos Castaño crearon grupos paramilitares como 'Los Tangueros', del nombre de la Finca de Fidel Castaño, 'Las Tangas' en Valencia (Córdoba). Posteriormente se denominaron como el ‘Muerte a Revolucionarios del Nordeste', responsables de masacres en Segovia (Antioquia), entre otras.

### Creación y militancia en Los perseguidos por Pablo Escobar'Los pepes'
Fidel se movía dentro de importantes círculos de la mafia, llegando a ser muy cercano a Pablo Escobar y Gonzalo Rodríguez Gacha durante la década de 1980, tiempo en el cual Fidel había traficado con cocaína de la mano del capo del Cartel de Medellín. 
Su hermano Fidel, fundador de las ACCU era conocido por sus actividades en el tráfico de drogas y por su cercanía al capo Pablo Escobar a quien después combatió junto con Carlos en la organización conocida como Los Pepes.
No obstante, la cercanía de éstos se rompió cuando Escobar, mientras estaba recluido en La Catedral, ordenó el asesinato, dentro del penal, de dos de sus principales socios, Galeano y Moncada, que eran buenos amigos de los Castaño, razón por la cual Fidel y Carlos, temiendo que el capo los asesinara, decidieron colaborar con la creación de Los Pepes, (Los Perseguidos por Pablo Escobar), que en colaboración con el grupo élite de la Policía Nacional (conocido como Bloque de búsqueda) lograron localizar y dar de baja al capo.

### Militancia en las Autodefensas Campesinas de Córdoba y Urabá
En 1990, Carlos Castaño aún acompañaba a su hermano Fidel que lideraba un grupo de autodefensas financiado por ganaderos de Córdoba que tenían por objetivo sacar del departamento al Ejército Popular de Liberación. Para fortalecer esa lucha Fidel funda las Autodefensas Campesinas de Córdoba y Urabá (ACCU), un poderoso grupo paramilitar responsable de varias masacres. Además según algunas versiones, en varias ocasiones habrían acordado pactos con las FARC-EP.
En enero de 1994, a los 29 años de edad, Castaño reemplazó a su hermano Fidel en la comandancia de las ACCU tras la muerte de este, sin embargo, Castaño se las arregló para mantener en secreto la muerte de su hermano durante cinco meses mientras lograba la confianza de las autodefensas que este mismo comandaba. Castaño asumió el control de 20 frentes de las ACCU que operaban en el norte del país, asolando los campos en busca de guerrilleros y sus colaboradores.

### Matrimonio e hijos
Contrajo matrimonio en 1990 con Paula Restrepo, de quien se divorcia en 1992, hastiada del paramilitarismo pero con quien tiene dos hijos; Lina y Carlos. Posteriormente Castaño contrae matrimonio con la reina de belleza, Kenia Gómez Toro, de cuya unión nace su hija menor Rosa María Castaño quien nació con Síndrome del maullido de gato y que fue una de sus motivaciones morales para desmovilizar a las autodefensas.

### Comandancia de las Autodefensas Unidas de Colombia
Mientras comandaba las ACCU, Castaño se propuso junto a su amigo Iván Roberto Duque Gaviria alias Ernesto Báez, quien era ideólogo de grupos paramilitares aparecidos en el Magdalena Medio en la década de 1980, afianzar la unificación de los grupos paramilitares del país en una asociación que se conocería como las Autodefensas Unidas de Colombia (AUC) la cual fue conformada en abril de 1997 y donde Castaño fue nombrado líder. Las AUC, formadas por decenas de miles de paramilitares movilizados por campos y montañas, eran financiadas por ganaderos, hacendados, terratenientes, comerciantes, propietarios de empresas nacionales y algunas multinacionales, sin embargo dicho financiamiento no les fue suficiente por lo que Castaño decidió cobrarle un impuesto a los narcotraficantes para financiarse. Una vez recuperadas las finanzas del grupo, Castaño lanzó una ofensiva en 1997, propinando golpes a las guerrillas de las FARC-EP, el ELN y las disidencias del EPL de territorios como el Nudo de Paramillo y Córdoba.  A su vez atacando a integrantes de la población civil a quienes acusa de ser auxiliadores de la guerrilla, como en la masacre de Mapiripán, Meta asesinando 49 civiles presuntamente guerrilleros, en la masacre de El Aro, en Antioquia donde fueron asesinadas 15 personas, entre otras masacres. Mientras las AUC en las ciudades cometían abusos y atrocidades contra presuntos colaboradores de las guerrillas e infiltrados en sindicatos y otras organizaciones. Durante ese año Human Rights Watch le atribuyó a Castaño la autoría de al menos 22 acciones contra la guerrilla. La presión norteamericana y de organizaciones europeas, obligaron al presidente Ernesto Samper a declarar a las AUC como organización armada subversiva y ofrecer 1.000 millones de pesos por la cabeza de su líder. Castaño salió entonces ante los medios en entrevistas desde la clandestinidad donde justificaba sus acciones diciendo que no asesinaba colombianos indefensos, a quienes precisamente las fuerzas patrióticas defendían, sino a terroristas, secuestradores y asesinos miembros de las guerrillas, muchas veces mimetizados o vestidos de civil. El periodista Jean-François Boyer indica que Carlos Castaño "posee sus propios laboratorios de cocaína y parece cumplir la función de juez de paz (…) cuando se presenta algún conflicto entre narcos".
Según declaraciones de Salvatore Mancuso, Castaño habría recibido una propuesta para derrocar al gobierno de Hugo Chávez, la cual fue rechazada.

#### Disputas internas en las AUC
Con el tiempo, sectores de las AUC se involucraron más en el negocio del narcotráfico, contra las órdenes de su líder. En efecto, Carlos Castaño se oponía ferozmente a la producción y exportación de coca debido a que esto y otras acciones como el Pacto de Ralito (firmado en 2001), eran hechas a espaldas suyas y de otros comandantes, y por ello había expresado sus intenciones de negociar con las autoridades de Estados Unidos, por lo que se ganó la enemistad de varios comandantes de los diferentes grupos que conformaban las AUC, entre ellos 'Ernesto Báez' quien era una de las personas más cercanas a él y también de su propio hermano Vicente (quien más tarde sería señalado como la persona que ordenó el asesinato de Carlos), así como Don Berna y Macaco, entre otros.

#### Proceso de desmovilización
En julio de 2003, Castaño anunció su desmovilización dentro del proceso que adelantaba el gobierno de Álvaro Uribe Vélez con las AUC y por primera vez ante las cámaras pidió perdón por lo que denominó "excesos lamentables" y dijo que el ciclo de violencia "se debe detener" y reiteró sus intenciones de enfrentar a la justicia de los Estados Unidos. Según los informes judiciales, dichas intenciones de Castaño de entregarse a la justicia de Estados Unidos fueron las que llevaron a que se armara un complot en su contra y fue entonces cuando su hermano Vicente, uno de los más involucrados en el negocio del narcotráfico, ordenó su asesinato.

## Desaparición
No se tenía claridad sobre su paradero desde abril de 2004. Se manejaban hipótesis como la de que fue asesinado por otras facciones de las mismas AUC, debido a las disputas internas que protagonizó meses antes de su desaparición y que habrían desencadenado en su asesinato. Aunque su desaparición fue testimoniada por Jorge Antonio Ramos Montes alias 'El Tigre', uno de sus guardaespaldas; Castaño se conectaba en Internet habitualmente con su familia, pendiente del tratamiento de su hija menor, en una tienda llamada 'Rancho al hombro', corregimiento El Guadual, municipio de Arboletes, Antioquia, el 16 de abril cuando navegaba en Internet en dicha tienda es asaltado por un grupo armado, más numeroso que su habitual escolta, y en dicha balacera Castaño había sido retenido y posteriormente asesinado en un terreno baldío.
El 23 de agosto de 2006, informantes relataron a la Fiscalía General de la Nación y a los medios de comunicación que Carlos Castaño fue asesinado en abril de 2004 en una finca cercana a Santa Fe de Antioquia por Jesús Ignacio Roldán Pérez, alias "Monoleche" guardaespaldas de su hermano Vicente, quien al parecer recibiría órdenes de este. Sus restos fueron hallados la última semana de agosto de 2006 gracias a la confesión de alias Monoleche. Según pruebas morfológicas y de ADN hechas por el Cuerpo Técnico de Investigación de la Fiscalía (CTI), este organismo confirmó el 4 de septiembre de 2006 que dichos restos eran los del jefe paramilitar.
Sin embargo, la Corte Suprema de Justicia no considera que las pruebas sobre el fallecimiento de Carlos Castaño sean contundentes por lo que lo condenó en ausencia a 28 años y dos meses de cárcel por la Masacre de Mapiripán. Algunas versiones consideran que los hermanos Castaño Gil no están muertos.

## Masacres, asesinatos y crímenes
A Carlos Castaño y a sus hermanos se les acusa de la comisión y ejecución de decenas de masacres colectivas entre 1988-2002. Entre las más sangrientas, se enumeran:
- Masacre de La Mejor Esquina (Córdoba), 4 de abril de 1988, 27 muertos.[62]
- Masacre de Punta Coquitos (Urabá, Antioquia), 11 de abril de 1988, 26 muertos.[63]
- Masacre de El Tomate (Córdoba), 30 de agosto de 1988, 16 muertos.
- Masacre de Segovia (Antioquia), 11 de noviembre de 1988, 46 muertos.
- Masacre de La Rochela (Simacota, Santander), 18 de enero de 1989, 12 muertos.
- Masacre de Pueblo Bello (Turbo, Antioquia), 14 de enero de 1990, 43 muertos y desaparecidos.
- Masacre de Pichilin  (Morra, Sucre) 4 de diciembre de 1996.[64]
- Masacre de Mapiripán (Meta), julio de 1997, 45 muertos.[65]
- Masacre de El Aro (Antioquia), 26 de octubre de 1997, 17 muertos.
- Masacre de Barrancabermeja (Santander), mayo de 1998, 32 muertos.
- Ofensiva Nacional en respuesta a los Diálogos de Paz con las FARC-EP: 7 – 10 de enero de 1999, 140 muertos. Incluye: la masacre de El Tigre (Valle del Guamuez, Putumayo), el 9 de enero de 1999 con 28 muertos, y la masacre de El Playón de Orozco (Magdalena) ocurrida el mismo día y que dejó un saldo de 27 víctimas fatales.
- Incursión al Catatumbo (Norte de Santander), agosto de 1999, cerca de 30 muertos.
- Masacre de El Salado (Bolívar), 18 de febrero de 2000, más de 100 muertos.
- Masacre de Macayepo (Bolívar), 16 de octubre de 2000, 12 muertos.
- Masacre de La Ciénaga Grande de Santa Marta (Magdalena), 22 de noviembre de 2000, 38 muertos.
- Masacre de Chengue (Sucre), 17 de enero de 2001, 27 muertos.
- Masacre del Alto Naya (Valle del Cauca), 10 de abril de 2001, cerca de 40 muertos.
- Ofensiva Nacional/ 1 – 10 de octubre de 2001, 140 muertos. Incluye la Masacre de Buga (Valle del Cauca), 24 muertos.

Además, ordenó asesinatos y atentados contra numerosas personalidades del mundo político colombiano. Algunos de ellos líderes de partidos de izquierda como la Unión Patriótica (UP) y el Partido Comunista Colombiano, periodistas, defensores de derechos humanos y algunos miembros notables del Comité Permanente por la Defensa de los Derechos Humanos:
- Pedro Luis Valencia: médico y representante a la Cámara por la Unión Patriótica, asesinado el 17 de agosto de 1987.
- Héctor Abad Gómez: médico y activista político, asesinado por el propio Castaño en agosto de 1987. Dos días antes había asesinado a otros 3 defensores colegas de Abad Gómez.
- Gabriel Jaime Santamaría: segundo vicepresidente de la Asamblea de Antioquia, ejecutado en su propio despacho en octubre de 1989.
- Silvia Duzán: periodista de televisión, asesinada el 26 de febrero de 1990 en Cimitarra (Santander), junto a 4 líderes campesinos en 1990.
- Bernardo Jaramillo Ossa: candidato presidencial por la UP. Asesinado en el Aeropuerto El Dorado, el 22 de marzo de 1990. Su crimen como el de Pardo Leal fue parte del genocidio de la UP y parte del plan "Baile Rojo".
- Carlos Pizarro Leongómez: desmovilizado comandante del M-19 y candidato presidencial. Asesinado en un avión de Avianca el 26 de abril de 1990, el sicario fue asesinado por uno de los agentes del Departamento Administrativo de Seguridad (DAS) presentes en el avión.
- Manuel Cepeda Vargas: Senador de la UP, asesinado en Bogotá en agosto de 1994, como represalia al asesinato del General Carlos Julio Gil, comandante de la Cuarta División del Ejército Nacional.
- Atentado contra Aída Avella, entonces concejal de Bogotá por la UP, el 7 de mayo de 1996. Su intento de asesinato fue parte del llamado plan "Golpe de Gracia" tratando de exterminar totalmente a la UP.
- Mario Calderón y Elsa Alvarado: investigadores del CINEP, asesinados en Bogotá el 19 de mayo de 1997 por miembros de la banda La Terraza en colaboración con oficiales del Ejército Nacional.
- Jesús María Valle: abogado y defensor de los Derechos Humanos, asesinado en su oficina el 27 de febrero de 1998.
- Eduardo Umaña Mendoza: abogado y defensor de los Derechos Humanos, asesinado por falsos periodistas en su oficina el 18 de abril de 1998. Había sido declarado objetivo militar primario debido a las denuncias y los casos que representó con éxito, acusando a los paramilitares y agentes estatales de cometer crímenes de lesa humanidad en Colombia.
- Jaime Garzón: humorista, periodista, activista político y defensor de los derechos humanos, muerto por órdenes de Castaño el 13 de agosto de 1999, luego de trabajar como mediador en la liberación de secuestrados por la guerrilla. Su asesinato obedeció a un favor de Castaño a oficiales de alto rango del Ejército Nacional ya que consideraban a Garzón una amenaza para sus intereses.
- Fallido atentado contra Wilson Borja, entonces presidente de la Federación Nacional de Trabajadores al Servicio del Estado (Fenaltrase), el 15 de diciembre de 2000. Borja denunció a los paramilitares de estar aliados con oficiales de inteligencia para perseguir a sindicalistas en todo el país.
- Kimy Pernía Domicó: líder de los indígenas Embera-katíos del Alto Sinú, desaparecido por las AUC en junio de 2001.

Junto con Los PEPES, el Cartel de Cali y la Policía de Antioquia, la muerte de Escobar y sus asesinos, las destrucciones de sus propiedades y amedrentamientos contra toda su familia:
- Jhonny Rivera Acosta, el Palomo, abatido en un enfrentamiento con la policía el 27 de noviembre de 1992.

- Jhon Jairo Posada, Tití, detenido por la policía el 30 de diciembre de 1992.

- La muerte de Juan Carlos Ospina Álvarez, Enchufe, ordenada por los Pepes el 12 de enero de 1993.

- Víctor Giovanni Granada, la Modelo o el Zarco, abatido por la policía el 17 de febrero de 1993.

- Detonación de la propiedad donde habitaba Hermilda Gaviria, madre de Pablo Escobar, con Victoria Eugenia, su esposa, y sus hijos en El Peñol (Antioquia), y las destrucciones de sus residencias el 31 de enero de 1993.

- La muerte de un obrero quien trabajaba para Pablo Escobar vinculado en la muerte de niños en las bombas que activaba el capo el 1 de febrero de 1993.

- Leonardo Rivera, muerto por la organización Los Pepes el 4 de febrero de 1993.

- Rodrigo Arrieta Polanía, hermano de alias Boliqueso, muerto por Los Pepes el 11 de febrero de 1993.

- La quema de vehículos de Pablo Escobar y la muerte de Carlos Mario Ossa, el Canoso, quien fue sacado de la casa de su madre, y la entrega de Luis Carlos Alzate Urquijo, el Arete, a las autoridades el 18 de febrero de 1993.

- La entrega de Guillermo De Jesús Díaz alias Bolis, en Pereira, vinculado por los atentados dentro del Cartel de Medellín, el 18 de febrero de 1993.

- El intento de secuestro de Diego Londoño White, quien se salvó de ser asesinado en Rionegro por Los Pepes el 27 de febrero de 1993.

- La muerte de Luis Guillermo Londoño White, hermano de Diego Londoño White y de Santiago Londoño White, luego de que fuera secuestrado por Los Pepes. Su cadáver fue puesto en un cartón con un aviso que decía: Luis Guillermo Londoño White, servil testaferro e iniciador de secuestrados al servicio de Pablo Escobar Gaviria. Pepes. El 28 de febrero de 1993.

- José Orlando Posada Sierra, jefe financiero del Cartel de Medellín, se entregó a las autoridades el 28 de febrero de 1993.

- La entrega a la justicia del miembro del Cartel de Medellín, Wiliam Cárdenas Lenguas, el 1 de marzo de 1993.

- Hernan Darío Henao alias HH, primo de Victoria Eugenia Henao Vallejo, esposa de Pablo Escobar, muerto en un enfrentamiento por sicarios comandados por los Pepes el 2 de marzo de 1993.

- El secuestro y asesinato de otro de los abogados de Pablo Escobar, Raúl Zapata Vergara. El panfleto encontrado encima de su cadáver decía: Por ser inescrupuloso defensor del Cartel, el 4 de marzo de 1993.

- La detención de Hugo Jaramillo Buitrago alias Mantequillo, quien lograba viajar a Venezuela el 3 de marzo de 1993.

- Mario Alberto Castaño Molina alias El chopo, pagador de asesinos y sicarios de Pablo Escobar, muerto en un enfrentamiento por la policía el 19 de marzo de 1993.

- El abogado de Pablo Escobar, Guido Parra Montoya, y su hijo, Guido Andrés Parra Sierra, asesinados en un sector despoblado de Envigado después de que los sacaran de su casa por órdenes de los Pepes el 16 de abril de 1993.

- Nicolás Escobar Urquijo, sobrino de Pablo Escobar e hijo de Roberto Escobar, fue retenido por los Pepes el 17 de mayo de 1993.

- Carlos Arturo Henao Vallejo, cuñado de Pablo Escobar, asesinado a manos de los Pepes el 3 de junio de 1993.

- Roberto Escobar, El osito, hermano de Pablo Escobar, en la cárcel de máxima seguridad recibió una carta bomba la cual le explotó en su cara, dejándolo completamente ciego y sordo el 18 de agosto de 1993.

- La falla de la operación de la captura de Pablo Escobar en Aguas Frías, que realizaba la policía el 13 de octubre de 1993, en la cual lograba escapar debido a un error de radiometría.
- José Santacruz Londoño alias Don Chepe, tercer cabecilla del Cartel de Cali, quien tras su fuga de la Cárcel La Picota en Bogotá, huye hacia el Valle de Aburrá buscando la protección de Carlos Castaño,  pero termina siendo retenido, torturado y asesinado por miembros de Los Pepes y la banda La Terraza ante el falso rumor de que Santacruz estaba pactando una alianza con el Bloque Noroccidental de las FARC-EP para asesinar a los Castaño.

- Julio César Correa Valdés alias Julio Fierro, exmiembro de los PEPES, tras ser secuestrado a su regreso a Colombia de Estados Unidos, aparentemente por ser delator al servicio de la DEA y por petición de narcotraficantes del Cartel del Norte del Valle.

## Libro
Con la ayuda del periodista Mauricio Aranguren, Castaño publicó en 2001 un libro llamado Mi confesión, donde el entonces líder de las AUC hacía varias revelaciones que iban desde la explicación de su lucha armada, su historia familiar hasta espinosos capítulos de la historia reciente de Colombia. Se mencionan hechos como la Toma del Palacio de Justicia por parte del Movimiento 19 de abril (M-19), los asesinatos de Carlos Pizarro Leongómez, Jaime Pardo Leal y Bernardo Jaramillo Ossa, así como historias relacionadas con los grupos narcotraficantes colombianos, destacándose la forma como fue encontrado el jefe del Cartel de Medellín, Pablo Escobar, en una alianza de la Fuerza Pública con ayuda de grupos al margen de la ley.

## Menciones
- En la serie El Cartel de los Sapos de 2008 es interpretado por Mauricio Mejía bajo el nombre de 'Adolfo Aguilar alias El Halcón'.
- La serie de Televisión Tres Caínes emitida por el canal RCN y en Mundofox de 2013, cuenta la historia jamás contada de Carlos Castaño y sus hermanos, en esta serie es interpretado por el actor Julián Román.[68]
- En la serie de 2012 Escobar, el patrón del mal es interpretado por David Noreña aunque llamado 'Lucio Moreno'.
- En la segunda y tercera temporada de la serie de Netflix Narcos es interpretado nuevamente por Mauricio Mejía y mantuvieron el nombre real de Carlos Castaño Gil.
- En la serie del Canal RCN Televisión Garzón vive es interpretado nuevamente por Mauricio Mejía y mantuvieron el nombre real de Carlos Castaño Gil.
- En la serie de televisión del Canal RCN Bloque de Búsqueda de 2016 fue interpretado por el actor Simón Rivera bajo el nombre de “Fermin Castillo”.
- En la serie de televisión Sobreviviendo a Escobar, alias JJ de 2017 fue interpretado por el actor Mario Bolaños bajo el nombre de Carlos Castañeda
- En la serie de Fox Televisión El general Naranjo de 2019 es interpretado por Alejandro Tamayo.
- Es mencionado en la canción  La historia del guerrillero y el paraco de Uriel Henao.